# Harald Julin
Sigfrid Harald Alexander Julin (Estocolmo, 27 de marzo de 1890 - Estocolmo, 31 de julio de 1967) fue un jugador de waterpolo y nadador sueco.

## Clubes
- Stockholms KK ( Suecia)

## Títulos
Como nadador:
- Medalla de bronce en 100 libres en los juegos olímpicos de Londres 1908

Como jugador de la selección sueca de waterpolo:
- Medalla de bronce en los juegos olímpicos de Amberes 1920
- Medalla de plata en los juegos olímpicos de Estocolmo 1912
- Medalla de bronce en los juegos olímpicos de Londres 1908